# Friedrich Halm
Friedrich Halm (pseudonym för Eligius Franz Joseph von Münch-Bellinghausen), född den 2 april 1806 i Kraków, död den 22 maj 1871 i Wien, var en österrikisk friherre och dramatiker.
Münch-Bellinghausen var chef för hovbiblioteket, livstidsmedlem av österrikiska herrehuset och generalintendent för Wiens hovteatrar 1867-1870. Han hade utbildat sig under inflytande av spansk dramatik och med intryck från "das junge Deutschland" och skapade en rad effektstycken, stundom med utnyttjande på ett mindre hänsynsfullt sätt av andras uppslag. Karl Warburg skriver i Nordisk Familjebok: "Han upptog tidens idéer, men förflackade dem i stycken, där passionerad sinnlighet och iskall beräkning kämpa om väldet. De lyckades vinna stor framgång hos publiken och skaffa honom en ställning i Wiens officiella värld, bl. a. med utträngande af vida mera betydande skalder." Han fortsätter: "M. har en obestridlig teknisk skicklighet, förstår sig på effekterna och behandlar versen väl, men hans dramer sakna finare karakteristik, lida af psykologiska missgrepp och äro utan djupare inre halt." 
Bland hans arbeten märks Griseldis (1835, svensk översättning 1838 och 1839), Adepten (1838), som anses vara hans bästa arbete och som skildrar en alkemist, vilken guldet länder till olycka, Der Sohn der Wildniss (1842; "Ingomar, skogens son", uppförd 1848), som slog mycket an på den samtida publiken, Der Fechter von Ravenna (1857; "Fäktaren från Ravenna"), där Halm behandlar ett forngermanskt romerskt ämne och framställer germandrottningen Thusneldas son som en vansläktad romersk gladiator. Mycket populär var den i "Der Sohn der Wildniss" förekommande folkvisan "Mein Herz, ich will dich fragen" med de på sin tid, ja ännu, ofta citerade orden "Zwei Seelen und ein Gedanke, zwei Herzen und ein Schlag". Halm författade även lustspel samt kraftiga berättelser i von Kleists stil, bland andra spökhistorien Marzipan-Lise. Hans arbeten utkom 1857-1872 i 12 band.